# Mihajlovszkojei járás
A Mihajlovszkojei járás (oroszul: Михайловский район) Oroszország egyik járása az Altaji határterületen. Székhelye Mihajlovszkoje.

A Mihajlovszkojei járás az Altaji határterületen

## Népesség
- 1989-ben 24 044 lakosa volt.
- 2002-ben 23 797 lakosa volt, melyből 19 475 orosz, 1 571 német, 1 488 kazah, 538 ukrán, 239 tatár, 117 azeri, 63 fehérorosz, 55 mordvin stb.
- 2010-ben 21 211 lakosa volt.